# Eublemma lithina
Eublemma lithina is een vlinder van de familie van de spinneruilen (Erebidae). De wetenschappelijke naam van deze soort is voor het eerst voorgesteld als  Silda lithina door William Warren in een publicatie uit 1913.
De soort komt voor op Halmahera.